# Sankt Anton am Arlberg
Sankt Anton am Arlberg è un comune austriaco di 2 349 abitanti nel distretto di Landeck, in Tirolo. Stazione sciistica specializzata nello sci alpino, ha ospitato tra l'altro i Campionati mondiali di 2001 e numerose gare di Coppa del Mondo.